# Tadeusz Pióro (generał)
Tadeusz Szymon Pióro (ur. 23 kwietnia 1920 w Warszawie, zm. 20 kwietnia 2010 w Warszawie) – doktor nauk wojskowych, generał brygady Wojska Polskiego, historyk wojskowości, publicysta.

## Życiorys
Był synem Elżbiety i Jana, pułkownika lekarza Wojska Polskiego, zamordowanego w Charkowie. W 1938 roku zdał maturę w Gimnazjum im. Słowackiego w Przemyślu. Do czerwca 1939 roku ukończył Wołyńską Szkołę Podchorążych Rezerwy Artylerii w Włodzimierzu Wołyńskim i odbył staż w 22 pułku artylerii lekkiej w Przemyślu. W czasie kampanii wrześniowej jego oddział został rozbity, a on sam z grupą żołnierzy dostał się w rejonie Lwowa do niewoli radzieckiej. Po ucieczce z transportu wrócił do Przemyśla, a później przeniósł się do Lwowa, w którym rozpoczął studia na Wydziale Naftowym Lwowskiego Instytutu Politechnicznego i pracę zarobkową w rafinerii naftowej w charakterze robotnika. Naukę przerwał, ponieważ został wcielony do batalionu budowlanego (strojbatu).
Pod koniec maja 1941 został wcielony do (222?) zmotoryzowanego pułku strzelców Armii Czerwonej stacjonującego w stanicy Ust'-Łabińskaja, w rejonie Krasnodaru. Po ataku Niemiec na ZSRR przeniesiony został w rejon Kijowa do 363 batalionu budowlanego. Jego jednostka, tzw. strojbat, zajmowała się kopaniem rowów przeciwpancernych, została później wycofana do Nowoczerkaska.
W Nowoczerkasku zatrudniony został w fabryce armat. Pracował dwanaście godzin na dobę obsługując młot pneumatyczny bez środków ochrony słuchu. Jesienią 1941 roku zdezerterował z Armii Czerwonej z zamiarem wstąpienia do „Armii Andersa”. Po trzech tygodniach „podróży” dotarł do Władykaukazu (ówcześnie – Ordżonikidze). Zatrudniony został w stanicy Archonskaja położonej na północny wschód od Władykaukazu przy zwózce drzewa z lasu. W sierpniu 1942 przeniósł się do Gori w Gruzji, gdzie przyjęto go do fabryki konserw. Nadal chciał dołączyć do polskiego wojska. Gdy dowiedział się, że jest formowana Armia Berlinga, wysłał telegram do Moskwy, na który w odpowiedzi we wrześniu 1943  został wcielony do I Korpusu Polskiego w Sielcach w stopniu podporucznika. Dowodził baterią dowodzenia w 1 Brygadzie Artylerii Armat. Przeszedł szlak bojowy od Smoleńska do Warszawy. Od października 1944 do maja 1945  był słuchaczem kursu dowódców dywizjonów w Wyższej Szkole Artylerii w Leningradzie. W maju 1945 objął stanowisko dowódcy dywizjonu artylerii w Bydgoszczy, zaś w grudniu 1946 został dowódcą 34 pułku artylerii lekkiej. Awansowany do stopnia majora w 1946 roku. Stamtąd został skierowany do Wyższej Akademii Wojskowej im. Woroszyłowa w Moskwie, gdzie studiował od marca 1948 do kwietnia 1950 roku.
Po powrocie do Polski mianowany podpułkownikiem, w lipcu 1950 roku został przydzielony do Zarządu Operacyjnego Sztabu Generalnego, a od kwietnia 1956 roku był przedstawicielem Sztabu Generalnego przy Zjednoczonym Dowództwie Sił Zbrojnych Układu Warszawskiego. W 1957 mianowany generałem brygady. W marcu 1959 został szefem sztabu Pomorskiego Okręgu Wojskowego w Bydgoszczy.
We wrześniu 1963 roku na własną prośbę został przeniesiony na stanowisko zastępcy komendanta Akademii Sztabu Generalnego. W latach 1967–1968 występował w obronie oficerów pochodzenia żydowskiego zwalnianych z pracy, za co sam został usunięty z wojska w lipcu 1967 roku Przez jakiś czas kontynuował rozpoczętą wiele lat wcześniej współpracę z tygodnikiem Polityka, jednak nie pod swoim nazwiskiem – miał zakaz publikowania. Pod koniec lat siedemdziesiątych zaczął pracować jako dziennikarz w Słowie Powszechnym. 23 sierpnia 1980 roku dołączył do apelu 64 uczonych, pisarzy i publicystów do władz komunistycznych o podjęcie dialogu ze strajkującymi robotnikami.
Pisarz wojskowy, autor książek Armia ze skazą (1994) i Broń jądrowa. Geneza, działanie, skutki (tom 190 serii wydawniczej Omega, 1971).
Odznaczony m.in. Orderem Krzyża Grunwaldu III klasy (1946) i Krzyżem Oficerskim Orderu Odrodzenia Polski. W 1987 otrzymał Nagrodę im. Włodzimierza Pietrzaka w dziedzinie publicystyki
Został pochowany na Cmentarzu Wojskowym na Powązkach (kwatera B22-4-26).

## Awanse
- podporucznik - 1943
- porucznik - 1944
- kapitan - 1945
- major - 1946
- podpułkownik - 1947
- pułkownik - 1950
- generał brygady - 1957